# Haut comité pour le logement des personnes défavorisées
 (février 2017).
Le Haut Comité pour le Droit au Logement (HCDL), anciennement Haut Comité pour le logement des personnes défavorisées (HCLPD) est une institution gouvernementale créée par le décret 92-1339 du 22 décembre 1992 (paru au JO du 23 décembre 1992) à la demande de l'abbé Pierre. Elle a pour principale mission le suivi du droit au logement en France.
Le Haut Comité rédige chaque année un rapport qu'il remet au président de la République et à son gouvernement. Ce rapport annuel a pour objectif d'éclairer et de faire toute proposition utile sur l’ensemble des questions relatives au logement des personnes défavorisées. Plus régulièrement le Haut Comité émet des avis, soit à la demande du Gouvernement, soit de sa propre initiative, sur tout projet de loi ou proposition de loi qui concerne le logement des personnes défavorisées. Le Haut Comité pour le droit au logement intègre le Comité de suivi de la loi DALO, qui a pour mission l’application du Droit au logement opposable. Dès lors, le Haut Comité s'occupe également du recueil des chiffres sur le DALO, ainsi que de la publication des chiffres sur le DALO. Par ailleurs, le HCDL contrôle des textes législatifs et réglementaires émis par le gouvernement relatifs à la loi DALO. Le Haut Comité veille donc à la bonne application de celle-ci, via la participation aux commissions départementales de médiation (Comed), chargées dans les départements de faire reconnaître les ménages comme prioritaires ou non prioritaires, et de former des membres des Comed aux bonnes et aux mauvaises pratiques dans la gestion du dispositif DALO. Enfin, le Haut Comité peut également proposer des évolutions législatives, qui peuvent par la suite faire l'objet d'une loi. Ce fut par exemple cas pour l'ajout du critère DALO handicap en 2022, dans le cadre de la loi 3DS.
En 2007, l’adoption de la loi DALO induit la création du comité chargé de son suivi. Le décret 2007-295 du 5 mars 2007 fait du président du Haut Comité le président du Comité de Suivi de la mise en œuvre du droit au logement opposable. En 2021, est prononcé par décret la fusion entre le Haut Comité pour le droit au logement des personnes défavorisées et le comité de suivi de la loi DALO. Cette nouvelle institution prend le nom de Haut Comité pour le Droit au Logement des personnes défavorisées et le suivi de la loi DALO. Lors d’une réunion plénière organisée le 14 Décembre 2021, le Haut Comité pour le droit au logement des personnes défavorisées et le suivi de la loi DALO, prend le nom d’usage de Haut Comité pour le Droit au Logement ou HCDL, à la suite d'un vote à l'unanimité des membres du Haut Comité.

## Histoire
Le Haut Comité pour le logement des personnes défavorisées a été créé par décret du président de la République, François Mitterrand, en date du 22 décembre 1992. L'Abbé Pierre se trouve à l'origine de cette création. En effet, en juillet 1992, le gouvernement de Pierre Beregovoy nomme l'Abbé Pierre Grand Officier de la Légion d'Honneur, une promotion qu'il refuse d'accepter tant que (1) les attributions d'office de logements vacants habitables ne seront pas remises en vigueur (en 1994 on compte 120 000 logements vacants à Paris et 1 million en France)  et que (2) soit créé un Haut Comité pour le Logement des Personnes Défavorisées. Alors que de nombreuses objections sont faites sur cette première condition, la seconde est instantanément acceptée: le décret est signé quelques mois plus tard, en décembre 1992, sur proposition de Marie Noelle Lienemann, ministre du logement. Le premier Haut Comité présidé par Louis Besson est constitué en 1994. A l'inauguration du Haut Comité, l'Abbé Pierre déclare "une ville qui refuse de mélanger torchons et serviettes, qui n'est belle qu'avec des beaux bâtiments d'ambassades, est une ville maudite."
Louis Besson, le premier président du HCLPD, est une figure politique importante de la lutte contre le mal-logement : c'est un ancien ministre du logement et il est le père de la loi du 31 mai 1990 relative au droit au logement. En 1997, il est rappelé par le gouvernement pour occuper le poste de Secrétaire d'Etat au Logement et quitte la présidence du HCLPD.
Le président suivant du HCLPD, que nomme le président Jacques Chirac, est Xavier Emmanuelli: c'était l'ancien Secrétaire d’Etat à l’Action Humanitaire, le Président du Samu Social de Paris et du Samu Social International et le cofondateur de Médecins sans Frontières. Son mandat est renouvelé en octobre 2003, en octobre 2008, et en février 2014.
Le Haut Comité pour le Droit au Logement eut un rôle central dans la mise en oeuvre du Droit au logement opposable. En effet, l'expression émergea en 2002, dans l'un de ses rapports. L'idée de rendre le droit opposable fut notamment portée par Paul Bouchet, qui fut résistant, avocat, conseiller d’État honoraire, et président d'honneur d'ATD Quart monde. Paul Bouchet était une figure reconnue de la défense des droits de l'homme, pour lesquels il a œuvré toute sa vie. Membre du Haut Comité, il s'est battu pour faire reconnaître le droit au logement comme un droit fondamental. Dans cette optique, le rendre opposable était à ses yeux fondamental. En effet, cela permettait de passer d'une obligation de moyens, qui était le paradigme dans lequel s'inscrivait la Loi Besson, à une obligation de résultat. Cela signifie que l’État deviendrait justiciable en cas de non relogement d'un ménage reconnu au titre du droit au logement opposable. En 2003, un deuxième rapport au sujet de l'opposabilité parut. Il essaima au sein du champ institutionnel, puisqu'en janvier 2004, le Conseil économique et social rendit un avis mettant en avant l'intérêt d'un droit au logement opposable. Cette idée se diffusa ensuite dans le champ politique, et fut favorablement accueillie par des personnalités de droite, à l'image de Christine Boutin, comme de gauche, à l'image de Jean-Yves Le Bouillonnec. Finalement, en 2006, le premier ministre Dominique de Villepin lança sur proposition du Conseil national des politiques de lutte contre la pauvreté et l'exclusion sociale une expérimentation de ce droit à l'échelle locale. C'est le Haut Comité pour le Droit au Logement qui fut chargé de la piloter. Il mit pour cela en relation des associations, des experts du droit et des chercheurs. Le gouvernement ne se ressaisit dans un premier temps pas du problème, et ne proposa pas l'élargissement du droit au logement opposable à l'ensemble du pays. Toutefois, le Haut Comité poursuivit son travail d'expertise, et publia un nouveau rapport en décembre 2006. Il fut immédiatement repris par le personnel politique - notamment par Nicolas Sarkozy - dans un contexte marqué par la campagne présidentielle. Le parti socialiste inscrivit lui aussi l'opposabilité du droit au logement dans son projet en 2007. Finalement, un tournant eu lieu avec la mobilisation des Enfants de Don Quichotte le long du canal de saint martin à partir du 16 décembre 2006, relayée par la presse nationale et internationale. Alors que le mouvement prit de l'ampleur, les membres de l'association rédigèrent une charte, qui intégra parmi ses revendications la mise en œuvre d'un droit au logement opposable. Finalement, lors de ses vœux du 31 décembre 2006, le président de la république Jacques Chirac demanda de faire voter un texte créant le DALO avant la fin de son mandat. Ce fut chose faite quelques mois plus tard, et la loi Droit au logement opposable fut publiée au journal officiel du 6 mars 2007. C'est dans le cadre de cette loi que fut constitué le Comité de suivi de la loi DALO. Là encore, c'était une idée poussée par Paul Bouchet au sein du Haut Comité. L'idée fut de se doter des moyens d'évaluer les effets de la loi, de recenser les difficultés qu'elle rencontre, et ce dans l'optique de visibiliser et de quantifier la situation du mal-logement en France, de formuler des recommandations, et, ainsi, de mettre en œuvre l'effet de levier escompté en matière de politique du logement.
Marie-Arlette Carlotti, ancienne ministre chargée des personnes handicapées et de la lutte contre l'exclusion, prit officiellement la présidence du HCLPD le 23 août 2015,.
En 2021, le gouvernement prit un décret créant une nouvelle instance, le Haut comité pour le logement des personnes défavorisées et le suivi du droit au logement opposable, issue de la fusion entre le Haut comité pour le logement des personnes défavorisées et le comité de suivi de la loi DALO. Elle rassemble l’ensemble des compétences dévolues à ces deux instances. Elle est composée d’un collège de 13 membres issues du Haut comité pour le logement des personnes défavorisées, de 36 membres issues du secteur du logement, d’un secrétaire général ainsi que d’un président. La nouvelle instance prend le nom d’usage de Haut Comité pour le Droit au Logement (HCDL), attribué le 14 Décembre 2021 lors d’une réunion plénière. Le 5 Décembre 2021, le Président de la République Emmanuel Macron nomme par décret Bernard Devert, fondateur d’Habitat et Humanisme et Président du Haut Comité pour le Droit du logement.   

## Gouvernance
Le Haut Comité se compose d'un Président du Haut Comité ainsi que d'un secrétaire général qui sont nommés par le Président de la République par décret pour une durée de 5 ans renouvelable. Les membres du Haut Comité, c’est-à-dire les membres d’un collège des personnes qualifiées composé de 13 membres et de 36 représentants d’institutions publiques, de collectivités territoriales, d’associations et d’organisations compétentes en matière de logement, sont nommés par arrêté ministériel.    

### Conseil
État au 15 septembre 2021.
- Mme Michèle Attar – Directrice générale HLM Toit et Joie
- Mme Marine Bourgeois – chercheuse spécialisée dans l’action publique et les enjeux de justice socio-spatiale au laboratoire des sciences sociales de Grenoble
- Mme Marie-Arlette Carlotti - Ancienne ministre
- M. Gilles Desrumaux – Ancien délégué général de l’UNAFO et Président de la fondation ARALIS
- M. André Gachet – Administrateur à l’ALPIL
- Mme Lou Jayne Hamida - représentante du Conseil national des personnes accueillies ou accompagnées
- Mme Adeline Hazan – Vice-présidente d’UNICEF France, ancienne députée européenne et ancienne maire de Reims
- M. Julien Levy – chercheur spécialisé en politique sociale et en politique de l’habitat au laboratoire des sciences sociales de Grenoble.
- M. Christian Nicol – Vice-président de la Fédération nationale SOLIHA
- M. Gilles Pierre – Président de la Fédération des Acteurs de la Solidarité de la Bourgogne
- M. Christophe Robert – Délégué général de la Fondation Abbé Pierre
- Mme Martine Roure – Présidente de l’AHso et ancienne députée européenne
- Mme Yasmina Younès – représentante du Conseil national des personnes accueillies ou accompagné

État au 25 avril 2017.
- Marie-Arlette Carlotti- Ancienne ministre, députée de la 5e circonscription des Bouches-du-Rhône - Présidente du Haut comité pour le logement des personnes défavorisées
- Khalid Alaoui - Représentant CCPA
- Aline Archimbaud - Sénatrice EELV
- Michèle Attar - Directrice HLM Toit et Joie
- Jean-Michel Belorgey - Conseiller d’état
- Annie David- Sénatrice Communiste de l’Isère
- Gilles Desrumaux- Délégué général de l’UNAFO
- André Gachet - Administrateur de la FAPIL
- Christine Laconde - Directrice du SAMU Social
- Isabelle le Callenec - Députée LR d’Ille-et-Vilaine depuis 2012
- Christian Nicol - Président délégué de SOliHA
- Gilles Pierre - Président de la Fédération des Acteurs de la Solidarité de la Bourgogne
- Michel Pouzol - Député Socialiste de l’Essonne depuis 2012
- Arnaud Richard - Député UDI des Yvelines
- Christophe Robet - Délégué Général de la Fondation Abbé Pierre
- Martine Roure - Présidente de l’association LHASO
- Evelyne Yonnet  - Sénatrice Socialiste de Seine-Saint-Denis depuis 2012
- Yasmina Younes - Représentante du Conseil Consultatif des Personnes Accueillies

### Présidents
- 23 décembre 1992[30] - 29 août 1997 : Louis Besson
- 29 août 1997[31] - 23 août 2015 : Xavier Emmanuelli
- Depuis le 23 août 2015[32] : Marie-Arlette Carlotti
- Depuis le 5 juillet 2021[29]: Bernard Devert

### Secrétaires généraux
- 23 décembre 1992[30] - 15 novembre 1996 : Alain Raillard
- 15 novembre 1996[33] - 22 novembre 1997 : Agnès Claret de Fleurieu
- 22 novembre 1997[34] - 17 février 1999 : Michèle Aucouturier
- 17 février 1999[35] - 11 avril 2002 : Patrick Doutreligne
- 11 avril 2002[36] 12 octobre 2013 : Bernard Lacharme
- Depuis le 12 octobre 2013[37],[29] : René Dutrey

## Publications
(novembre 2020).
Le HCLPD publie chaque année un rapport et régulièrement des avis sur les sujets de ses compétences.
20e rapport : "Les cinq conditions de la mise en oeuvre du logement d’abord", décembre 2018 (lire en ligne)21e rapport : "Le principe de l’accueil inconditionnel au regard de la jurisprudence", janvier 2019 (lire en ligne)22e rapport et recueil cartographique : "Marseille : de la crise du logement à une crise humanitaire", février 2020 (lire en ligne)23e rapport : Préconisations de mise en oeuvre du nouveau critère de reconnaissance Dalo "logé dans un logement inadapté à son handicap", septembre 2022 (lire en ligne)24e rapport : "Bilan et perspectives des attributions de logements sociaux réservés par l’etat aux ménages mal-logés, septembre 2023 (lire en ligne)
« Avis du 12 novembre 2017 concernant le bilan de l’encadrement des loyers », sur hclpd.gouv.fr, 12 novembre 2017« Avis du 30 juin 2020 concernant le renforcement des aides personnelles au logement (APL) à la sortie de la crise sanitaire », sur hclpd.gouv.fr, 30 juin 2020« Note réalisée par le HCLPD sur l’impact de la crise sanitaire du covid-19 sur le droit au logement et notamment le DALO (2020) », sur hclpd.gouv.fr, 2020« Avis du 7 juillet 2022 relatif au nouveau motif de refus d’attribution des logements sociaux posé par la loi 3DS », sur hclpd.gouv.fr, 7 juillet 2022« Avis du 12 juin 2023 relatif au marché des agences anti-squat et aux risques humains liés à l’habitat intercalaire », sur hclpd.gouv.fr, 12 juin 2023« Avis du 16 octobre 2023 "Résidences sociales et pensions de famille : Assurer la poursuite de leurs missions sociales et permettre leur développement" », sur hclpd.gouv.fr, 16 octobre 2023« Avis du 8 mars 2024 concernant le décret portant règles sanitaires d’hygiène et de salubrité des locaux d’habitation" », sur hclpd.gouv.fr, 8 mars 2024